# 234
| Calendário gregoriano                                                        | 234 CCXXXIV                     |
| Ab urbe condita                                                              | 987                             |
| Calendário arménio                                                           | -318 – -317                     |
| Calendário bahá'í                                                            | -1610 – -1609                   |
| Calendário budista                                                           | 778                             |
| Calendário chinês                                                            | 2930 – 2931                     |
| Calendário copta                                                             | -50 – -49                       |
| Calendário etíope                                                            | 226 – 227                       |
| Calendários hindus - Vikram Samvat - Calendário nacional indiano - Cáli Iuga | 289 – 290 155 – 156 3334 – 3335 |
| Calendário Holoceno                                                          | 10234                           |
| Calendário islâmico                                                          | 400 BH – 399 BH                 |
| Calendário judaico                                                           | 3994 – 3995                     |
| Calendário persa                                                             | 388 BP – 387 BP                 |
| Calendário rúnico                                                            | 484                             |
| Calendário solar tailandês                                                   | 777                             |

234 (CCXXXIV na numeração romana) foi um ano comum do século II do Calendário Juliano, da Era de Cristo, a sua letra dominical foi E (52 semanas), teve início e término numa quarta-feira
| Ano completo                        |
| ----------------------------------- |
| Ano comum com início à quarta-feira |

## Eventos
- Batalha do Castelo de Bai Di.
- Batalha das Planícies de Wu Zhang.